# The Great Giana Sisters
The Great Giana Sisters è un videogioco uscito nel 1987 per diversi home computer, sviluppato dalla Time Warp Production e pubblicato dalla Rainbow Arts. 
Le due protagoniste del gioco sono le sorelle Giana e Maria, le "Giana Sisters" del titolo per l'appunto, corrispettivi femminili di Mario e Luigi da Super Mario Bros., a cui il titolo palesemente si rifà. "Giana" è una storpiatura del nome italiano Gianna, che tra l'altro appare correttamente con due N nella schermata scorrevole dei titoli.

## Modalità di gioco
Questo titolo si basa sulla classica meccanica di gioco tipica dei platform a scorrimento orizzontale come Super Mario Bros., del quale viene considerato praticamente un'imitazione. Il compito del giocatore è quello di attraversare tutti i 32 livelli, ciascuno con un limite di tempo, facendo attenzione a non cadere nei baratri o a toccare i nemici di lato, mentre è possibile eliminarli saltandogli sopra la testa. Lungo il percorso si possono raccogliere le gemme sparse per il livello e ogni 100 gemme si ottiene una vita extra.
Sono presenti diversi power-up, dal corrispondente del fungo di Mario, che trasforma Giana in una punk e permette di rompere i blocchi a testate i successivi bonus saranno in sequenza: un fulmine che permette di sparare proiettili, un doppio fulmine che permette al proiettile di rimbalzare, un frutto che permette al proiettile di inseguire i mostri, una goccia d'acqua che rende immuni al fuoco, una sveglia che premendo la barra spaziatrice ferma il tempo, una bomba che premendo la barra spaziatrice uccide tutti i mostri sullo schermo ed un lecca lecca che fa guadagnare istantaneamente una vita extra. Ci sono anche stanze segrete piene di bonus.

## Versioni
Il gioco è uscito per i principali home computer dell'epoca. La versione Commodore 64 ottenne molti giudizi positivi, in particolare una "medaglia d'oro" da Zzap!. Le versioni per i più potenti Amiga e Atari ST vennero comunque apprezzate, anche se trattandosi di imitazioni piuttosto fedeli del più datato Super Mario Bros., sfruttano poco le capacità della macchina di appartenenza.
La versione Commodore 64 è ad opera di Armin Gessert e Manfred Trenz, le musiche sono state composte da Chris Hülsbeck. La conversione Amiga è stata realizzata da Thomas Hertzler e dallo stesso Trenz, successivamente autori di Turrican.
Nell'aprile 2009 è uscito un remake del gioco per Nintendo DS intitolato Giana Sisters DS, sviluppato da Bitfield GmbH e pubblicato da DTP Entertainment. Questa versione è dotata di audio e grafica migliorati, e sono stati aggiunti in ogni livello un numero variabile di gemme di colore rosso che, se raccolte tutte, sbloccano un livello bonus per ogni mondo. Allo stesso tempo sono però state rimosse diverse caratteristiche (come la maggior parte dei power-up e i segreti, sebbene ne siano stati inseriti altri) e i livelli sono stati generalmente semplificati.
Questo remake del gioco venne successivamente pubblicato per Microsoft Windows e per i dispositivi mobili Android e iOS da Kasaa Games.
La versione PC del remake si intitola Giana Sisters 2D, mentre quella per i dispositivi mobili si intitola Giana Sisters.
A ottobre 2012 è uscito Giana Sisters: Twisted Dreams, sviluppato da Black Forest Games (composta dai membri di Spellbound).

## Causa per plagio
Questo titolo, quasi identico a Super Mario Bros uscito precedentemente per il NES, risultava esserne un clone abbastanza spudorato, non solo nel gameplay e nell'aspetto grafico, ma addirittura nella struttura stessa dei livelli, tanto che i primi cinque livelli di questo titolo sono uguali a quelli del capitolo della saga Nintendo. Il colosso nipponico proprio per questo minacciò di intentare una causa alla Rainbow Arts, così la software house tedesca fu costretta a ritirare il gioco dal mercato poco dopo l'uscita e a bloccarne sul nascere la conversione per ZX Spectrum, mai pubblicata nonostante sia stata recensita in anteprima da diverse riviste.
Un seguito, inizialmente intitolato Giana 2: Arther and Martha in Future World, venne modificato per paura di nuovi problemi legali da parte di Nintendo, e venne così modificato e pubblicato come Hard'n'Heavy, con protagonisti due robot.